# 大地の詩 -留岡幸助物語-
『大地の詩 -留岡幸助物語-』（だいちのうた とめおかこうすけものがたり）は、2011年4月9日公開の日本映画。山田火砂子監督、現代ぷろだくしょん制作作品。

## 概要
日本の社会福祉学上において、児童自立支援教育の先駆者のひとりとして知られる、北海道家庭学校設立者・留岡幸助の生涯を追った伝記映画作品。
山田監督にとってはデビュー作となった『石井のおとうさんありがとう』と第2作である『筆子・その愛 -天使のピアノ-』に次ぐ作品で、現時点における「山田福祉3部作」（もしくは「現代ぷろ平成福祉3部作」）の3作目として位置付けられる作品である。また『石井のおとうさんありがとう』（石井十次）と共に、日本社会福祉の黎明を切り開いたといわれる「岡山四聖人」の伝記を取り上げた作品でもある。
現代ぷろだくしょん作品であるため、大手配給会社による全国配給は実現しておらず、上映はミニシアター系列館の巡回公演や地方団体や教育機関による公民館などでの1日単位公演に限られている。そのため配給時期には地域などによりバラつきがある。（詳細は同社の項目を参照）

## あらすじ
明治時代、京都府福知山教会の牧師である留岡幸助の元に、同じく牧師としての先達であった金森通倫が訪れる。金森は知人の典獄（監獄長）である大井上に請われ、北海道にある監獄の教誨師を探し、その職に留岡を推挙しようとしていた。同志社英学校に学生として学んでいた時代からジョン・ハワードの存在に影響され監獄の改良に志を持っていた幸助は、慣れた福知山の人々と別れを告げ、妻と共に北海道へと赴く。だが、そこで幸助が見たものは懲罰主義に凝り固まり人を人とも考えず囚人への暴力に明け暮れ嗜虐に酔う看守たちと、苛烈な労働と下等待遇を強いられて怪我や病気をすれば見殺される囚人たちという、予想をはるかに超えた地獄のような有様だった。
必死になって監獄の改良を訴える幸助であったが、自身を呼び寄せた頼りの典獄である大井上は即日に別の監獄へと配属替えになってしまい、後任典獄は前例踏襲しかできない事なかれ主義の人物。さらに間の悪いことに、監獄を実質的に牛耳っていたのは、薩摩上がりの武力のみでのし上がってきた有馬という「耶蘇嫌い」の看守長だった。絶望的な状況に思わず膝を折りかける幸助だったが、それでも歯を食いしばり、まずは囚人たちに教誨のための説法を始める。幸助は囚人たちに希望を持ち理想を持ち、そのために、まず自分ができる低い場所から物事を始めるようにと根気よく説諭した。幸助の言葉に囚人たちはもちろん、看守たちも耳を傾けるようになり、やがて看守長の有馬が感極まり「高い理想のために低い場所から始める」幸助の思想に共感を持つようになる。やがて有馬が別の監獄に転属となっても後任の看守たちは幸助の思想を理解し、彼を助けるようになってくれた。
のちに別の監獄に配属された大井上や有馬の誘いにより、幸助は他の監獄の状況も視察する事ができ、さらに先達の教誨師である原胤昭の話を聞くこともできた。原は留岡の前任者で、留岡の考えが受け入れられたのも原の蒔いた説諭の種があればこそだった。留岡は原に、さらなる監獄改良の手段として個人教誨を進める。そこで留岡は自らが働く監獄で個人教誨を始め出す。その過程で囚人たちの置かれた社会的状況や育成歴を知り幸助は、罪を犯す者を罰する前に、そこに至らぬよう慈愛をもって子ども時代より育成・教育をする事が肝要と知る。それを確かめるため、幸助は海外の監獄改良の実績を学ぶために留学。2年にも及ぶ留学の後、帰国した幸助は従来の国内に言われていた「感化」ではなく「家庭の愛に基づく育成」という自身の理想を示すため、巣鴨に「巣鴨家庭学校」を設立。のちにルソーの「エミール」による自然への回帰に共感し、家庭学校を北海道へと広げて移転。その過程で最愛の妻を亡くすものの、周囲の助けによって自身もまた立ち直り、引き受けた子どもたちと共に北海道の開拓にも力を注いでいく。当初は先に開拓に携わっていた人々の反発も受けた幸助であったが、彼は互いの立場に理解と協力と受容を示し理解を求め、その姿勢に反発していた人々もやがて態度を軟化させ協力を示していく。その中で、幸助の行動は徐々に人々に認められていき、のちには自らの教育論の公演をするように求められる。その公演の場には、幸助の志に共感し事業を支えてくれた人々が詰めかけていた。幸助は彼らの前で公演の場で自身の生い立ちから語り始める。
家の事情で親戚の商家に養子に出され、岡山県の高梁町（現在の高梁市）に育つ幸助は、ふとしたいさかいから侍の子と大喧嘩をして、相手に大けがを負わせてしまう。侍の家は、それに怒り幸助の養家に政治的な圧力をかけ、それが原因で幸助は激怒した養父から激しい折檻（今で言えば児童虐待）にさらされ「商家には経験則だけがあればよく学問はいらない」と学びの道を取り上げられる。養家の仕打ちに耐え切れず時に逃げ出し、世の中そのものに絶望しかけた幸助を救ったのは、当時の高梁で西洋の知識を得て文明開化に励もうとしていた人々だった。そして幸助は彼らから「人はみな平等」と教えるキリスト教の「愛」を知り立ち直る。だが、そんな幸助を待っていたのは反キリスト教の潮流の中での高梁の住人同士の対立。のちに幸助は勘当されてしまうも、高梁のキリスト教信者たちの助けで同志社に学ぶことができて牧師になれた。幸助が子どもたちの将来を案じて家庭学校を創設したのは、その姿に、家庭に恵まれなかった自身のかつての姿を見ていたからだった。幸助は公演の場で「本当に正しく人を育てることができるのは『学校』でも『学力』でもなく『家庭の愛』なのだ」と切に訴えるのだった。
のち、幸助の業績は北海道の地に「北海道家庭学校」として結実し、彼が子どもたちと共に困難に立ち向かった場所には「留岡」という地名が残され、現代まで語り継がれている。

## 登場人物・キャスト

### 幸助とその家族
留岡幸助（とめおか こうすけ）
演 - 村上弘明
本作の主人公。自らが信じる道のために、困難に立ち向かっていく。
留岡夏子（とめおか なつこ）
演 - 工藤夕貴
幸助の許嫁であり最初の妻。幸助の理想に共感して、順正女学院と同志社女学校に学び、結婚ののちは幸助に最後までついていくが、志半ばで病に倒れる。
寺尾きく子 → 留岡きく子（てらお / とめおか きくこ）
演 - 笛木優子
幸助の後妻。幸助・夏子夫妻とは同郷。順正女学校に学んだ後、巣鴨家庭学校で働く。夏子の死後、幸助をサポートするために結婚する。
留岡金助（とめおか きんすけ）
演 - 石倉三郎
幸助の養父。のちに孫(幸助と夏子の子)を連れていき、和解する。
留岡勝子（とめおか かつこ）
演 - 和泉ちぬ
幸助の養母。留学する幸助に請われて孫の面倒を見る。

### 幸助の周りの人々
金森通倫（かなもり みちとも）
演 - 小倉一郎
幸助の旧知であり先達の牧師。大井上の要請で北海道に来てくれる教誨師を探し、幸助を推挙する。
好地由太郎（こうち よしたろう）
演 - 市川笑也
幸助が派遣された監獄の囚人。幸助と夏子に人として扱われ、その恩に涙する。のちに幸助の後を追って牧師となり家庭学校に勤しむ彼をサポートする。幸助に家庭学校の留守を任された折には入所した子どもを奪いに来たヤクザたちに自らの前歴を晒した上で凄みをきかせて子どもたちを庇う。
有馬四郎助（ありま しろすけ）
演 - 隆大介
幸助が派遣された監獄の看守長。薩摩出身の耶蘇嫌いだったが、幸助の説諭を聞き心を改め、のちは監獄改良の道を進み幸助のよき理解者となる。
有馬ナカ（ありま なか）
演 - 吉岡奈都美
有馬の妻。
古河市兵衛（ふるかわ いちべえ）
演 - 秋野太作
古川工業の社長。キリスト教主義者に対しては「個人の感情(小義)ばかりを押し付けて国益(大義)を理解しない」と立腹している。だが幸助の「糞尿すらも農夫が扱えば肥料になる」との言葉に半信半疑ながらも納得し、家庭学校の出資者となる。
原 胤昭（はら たねあき）
演 - さとう宗幸
幸助の前任者である教誨師。監獄改良運動家としての幸助の先達。
大井上輝前（おおいのうえ てるちか）
演 - 中条きよし
幸助を呼び寄せた監獄長。監獄改良に理解を示し情熱を燃やすが、前例や伝統の壁に阻まれる。北海道の監獄に「春の息吹」をもたらすのが夢だと語る。
徳富蘇峰（とくとみ そほう）
演 - 堀内正美
幸助の同志社時代の友人。

### 幸助の故郷の人々
福西志計子（ふくにし しげこ）
演 - 磯村みどり
夏子ときく子の師。順正女学校を設立し女性の地位向上に尽力する。
石井十次（いしい じゅうじ）
演 - 村田雄浩
留岡の高梁教会での旧知。岡山孤児院を設立し、児童養護事業に励んでいる。自身の事業経験から、留岡に留学出立の遅延を求める。
石井品子（いしい しなこ）
演 - 須貝真己子
福西の教え子の一人。石井十次の妻。

## スタッフ
- 監督 - 山田火砂子
- 脚本（共同脚本） - 長坂秀佳　池田太郎　山田火砂子

- 助監督 - 石田和彦
- 撮影監督 - 長田勇市
- 音楽 - 石川鷹彦
- 録音 - 沼田和夫
- 美術 - 小林和美
- 装飾 - 渡辺伸明
- 照明 - 小波祐介
- メイク - 金森恵
- 編集 - 岩谷和行

- プロデューサー - 井上真紀子・国枝秀美・薮原信子・萩原浩司
- ラインプロデューサー - 櫻井陽一

## 受賞
- 児童健全育成推進財団 平成23年度 児童福祉文化賞 特別部門賞 受賞（山田火砂子 監督）

本作の制作と発表により「児童福祉に対する理解と認識を普及啓発することに貢献」したとして、監督に賞が授与されている。

## 備考・引用
1. ↑  平成23年度児童福祉文化賞を決定しました（児童健全育成推進財団・公式サイト）